# The Kingdom of Evol
The Kingdom of Evol är ett svenskt rockband som bildades 2007 av Freddie Wadling och Per Svensson.
En första ensidig LP /12¨-vinyl (HWLP10) gavs ut på Heartwork Records i samband med en livespelning på Borås konstmuseum vid utställningen “Svart Ljus” 2012. The Kingdom of Evols första fullängdsalbum Dark Passages * Nocturnal Incidents utkom 2012 på skivbolaget Progress Productions/Border (PROCD 038).
År 2014 utkom bandets andra album The Second Coming of Pleasure & Pain, vilket även det gavs ut av Progress Productions. Skivan fick positiva recensioner i flera av Sveriges dagstidningar och musiktidskrifter, bland annat i Dagens Nyheter där musikskribenten Nils Hansson skriver att "...det hela blir Wadlings show närmast med automatik, när han visar hur han också som sextioplussare med käpp kan spela ut ett helt menageri av krumma, lynniga, opåtlitliga röstlägen – bara för att sen sjunga Venants dystra "The Rain" så enkelt och avklarnat att man håller andan." och gav albumet betyget 4 av 5.

## Medlemmar
Medlemmar
- Per Svensson – sång, gitarr, metallofon
- Henrik Rylander – trummor
- Adam Wladis – basgitarr
- Henrik Venant – sång, keyboard
- Ebbot Lundberg – sång, orgel

- Freddie Wadling – sång

## Diskografi
Studioalbum
- 2012 – Dark Passages *Nocturnal Incidents (som "The Kingdom of Evol featuring Freddie Wadling")
- 2014 – The Second Coming of Pleasure & Pain

EP
- 2012 – The Kingdom Of Evol Featuring Freddie Wadling (som "The Kingdom Of Evol Featuring Freddie Wadling")